# Helena Almeida

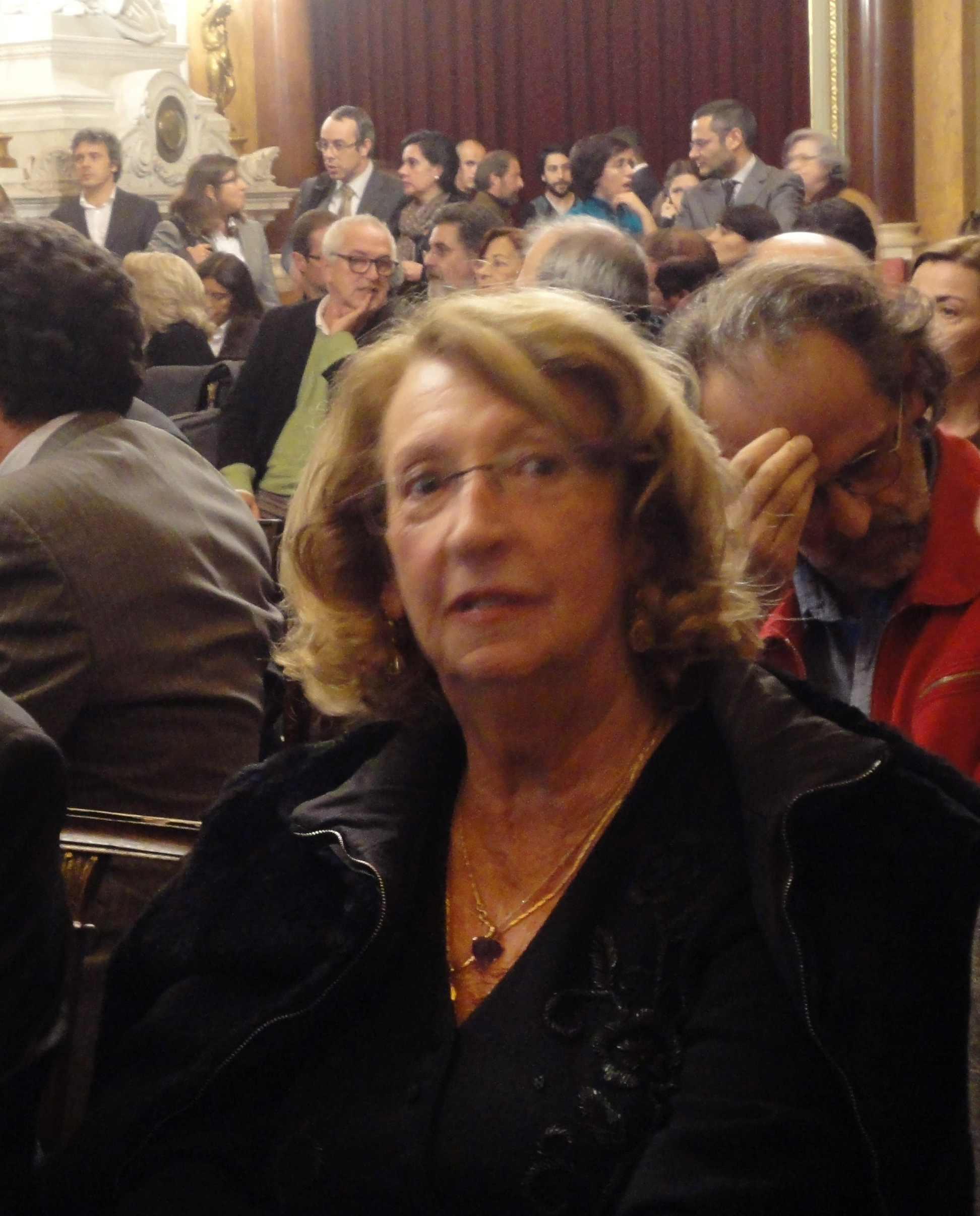
Helena Almeida (2012)

Helena Maria de Castro Neves de Almeida (* 1934 in Lissabon; † 25. September 2018 in Sintra) war eine portugiesische Fotografin und Konzeptkünstlerin.

## Werdegang
Almeida wurde als Tochter des Bildhauers Leopoldo de Almeida (1898–1975) geboren. Ihre Jugend war von den politischen Verhältnissen des Estado Novo geprägt. Sie studierte an der Kunsthochschule Lissabon. Nach dem Abschluss ihres Malkurses im Jahr 1955 heiratete sie den Architekten Artur Rosa, mit dem sie die Tochter Joana Rosa hatte, die ebenfalls Künstlerin wurde. 1964 erhielt sie ein Stipendium an der Fondation Calouste Gulbenkian in Paris und begann seitdem, die traditionelle Malerei infrage zu stellen. 2005 vertrat sie Portugal bei der Biennale in Venedig.
Ohne Titel von Helena Almeida (1977) aus dem Bestand der Staatsgalerie Stuttgart

Link zum Bild

In ihren Werken verband Almeida oft Malerei und Skulptur, zum Beispiel durch das Hinzufügen dreidimensionaler Elemente wie Pferdehaar. Traditionelle Bestandteile der Malerei wie etwa Leinwand, Keilrahmen und Farben werden vom Medium zum zentralen Bildinhalt. Almeidas visuelle Kompositionen zu Raum und Linie zeichnen sich durch einen hohen Grad an Komplexität aus. Ein immer wiederkehrendes Anliegen ihres künstlerischen Schaffens war die Auseinandersetzung mit dem Verhältnis von Künstlerin und Bild, zum Beispiel durch die Thematisierung der eigenen Präsenz als Künstlerin bei Übermalung von Fotografien mit den Primärfarben Rot und Blau oder durch die gezielt nicht als Selbstporträt inszenierte Abbildung des eigenen Körpers in choreografierten Posen.

## Auszeichnungen
- 1964: Förderungsstipendium der Gulbenkian-Stiftung
- 1967: 1. Preis für Zeichnen der Universität Coimbra
- 1972: Soquil-Preis für angewandte Kunst
- 2003: Großoffizier des Ordens des Infanten Dom Henrique

## Ausstellungen
- 1967: Galerie Buchholz, Lissabon
- 1972: Sociedade Nacional de Belas-Artes, Lissabon
- 1982/2005: 40./51. Biennale di Venezia, Venedig
- 2004: The Drawing Center, New York
- 2007/2010: Galéria Helga de Alvear, Madrid
- 2009: Fundación Telefónica, Madrid
- 2009: Kettle’s Yard, Cambridge
- 2010–2019: Ausstellungstour Feministische Avantgarde der Sammlung Verbund, Wien
- 2013: Fundação Leal Rios, Lissabon
- 2013/2014: BES Arte e Finança, Lissabon

## Publikationen
- Helena Almeida. Ausstellungskatalog Galerie Erika + Otto Friedrich, Bern 1978.
- Helena Almeida. 14 xaneiro – 19 marzo 2000, Santiago de Compostela 2000.
- Helena Almeida. Inside Me. Ausstellungskatalog Kettle’s Yard, University of Cambridge, John Hansard Gallery, University of Southampton, Cambridge, 2009.
- Andar, abraçar/Walking, holding. Ausstellungskatalog. BES Arte e Finança, Lissabon 2013.

## Dokumentarfilm
- Sylvain Bergère: Künstler hautnah. Helena Almeida – Malerin (30 min, Frankreich, 2011)[4]